# Эббинг, Пит
Петрюс Корнелиюс Мария (Пит) Эббинг (нидерл. Petrus Cornelius Maria "Piet" Ebbing; 11 марта 1926, Тилбург — 2 ноября 1994, там же) — нидерландский футболист, игравший на позициях защитника и полузащитника, выступал за тилбургский клуб НОАД.

## Карьера
В 1951 году Пит Эббинг в возрасте двадцати пяти лет перешёл в футбольный клуб НОАД из Тилбурга, до этого он выступал также за местный клуб ТЕС. В команде дебютировал 9 сентября в матче чемпионата Нидерландов против клуба «Шевремонт», сыграв на позиции полузащитника. В течение сезона Пит также использовался как нападающий, а со следующего сезона играл и на позиции защитника.
В феврале 1953 года вызывался в сборную юга Нидерландов — в марте футболисты провели товарищеский матч против сборной Звалюэн, которая в то время являлась подготовительной командой национальной сборной.
В переходном сезоне 1955/56 его команда заняла 9-е место в группе А чемпионата и по итогам стыковых матчей получила право выступать в новом турнире — Эредивизи, едином чемпионате страны. Первую игру в новом чемпионате Пит провёл 2 сентября 1956 года против клуба БВК Амстердам — на стадионе «Индюстристрат» его команда уступила гостям со счётом 1:3. За сезон провёл 32 матча, в основном играл в защите с Яном Лосе — НОАД в первом в истории сезоне Эредивизи занял 12-е место.
За четыре сезона в Эредивизи Эббинг сыграл 109 матчей и забил 1 гол за НОАД — в сезоне 1960/61 его команда заняла последнее место в чемпионате и навсегда покинула высший дивизион страны. В 1961 году завершил игровую карьеру в возрасте 35 лет.

## Личная жизнь
Пит родился в марте 1926 года в городе Тилбург. Отец — Антониюс Герардюс Мария Эббинг, был родом из города Лон-оп-Занд, мать — Вилхелмина Катарина Мария Смюлдерс, родилась в Тилбурге. Помимо Пита, в их семье было ещё трое детей — сын и две дочери.
Умер в ноябре 1994 года в возрасте 68 лет. Был женат на Дине Ханссен, в мае 2006 года его вдова умерла в возрасте 86 лет.